# Demetrios Petrokokkinos
Demetrios Petrokokkinos (græsk: Δημήτριος Πετροκόκκινος; født 1878, død 10. februar 1942) var en græsk forretningsmand og tennisspiller, som deltog i de første moderne olympiske lege i Athen i 1896.
Han stillede op i både single og herredouble ved OL 1896. I single tabte han i indledende runde til landsmanden Aristidis Akratopoulos og var dermed ude af turneringen. I double spillede han sammen med Dionysios Kasdaglis, og de vandt i første runde over et andet græsk par. I semifinalen besejrede de australieren Teddy Flack og briten George S. Robertson, inden de i finalen under tabte til en anden brite John Pius Boland sammen med tyske Fritz Traun.
Petrokokkinos var fætter til Konstantinos Paspatis, der også var tennisspiller. Petrokokkinos' familie stammede fra en handelsfamilie på Chios, hvoraf nogen havde bosat sig i Liverpool og skabt sig en formue. Selv blev han direktør for Empedocles Bank, ejet af hans svoger.